# Sindaci di Rovigo
Di seguito l'elenco cronologico dei sindaci di Rovigo e delle altre figure apicali equivalenti che si sono succedute nel corso della storia.

## Regno napoleonico d'Italia (1805-1815)
| Periodo | Periodo | Primo cittadino      | Partito | Carica  | Note  |
| ------- | ------- | -------------------- | ------- | ------- | ----- |
| 1806    | 1807    | Francesco Durazzo    |         | Podestà | [ 1 ] |
| 1808    |         | Giambattista Patella |         | Podestà |       |
| 1809    | 1811    | Bernardo Salvadego   |         | Podestà |       |
| 1812    | 1814    | Michelangelo Cezza   |         | Podestà |       |

## Regno Lombardo-Veneto (1815-1866)
| Periodo | Periodo | Primo cittadino     | Partito | Carica  | Note |
| ------- | ------- | ------------------- | ------- | ------- | ---- |
| 1815    | 1816    | Domenico Bonanome   |         | Podestà |      |
| 1817    | 1820    | Carlo Silvestri     |         | Podestà |      |
| 1821    | 1830    | Alessandro Casalini |         | Podestà |      |
| 1831    | 1837    | Carlo Grotto        |         | Podestà |      |
| 1837    | 1840    | Luigi Veronese      |         | Podestà |      |
| 1843    | 1848    | Domenico Angeli     |         | Podestà |      |
| 1848    | 1864    | Francesco Venezze   |         | Podestà |      |
| 1864    | ?       | Carlo Agnelli       |         | Podestà |      |

## Regno d'Italia (1866-1946)
Sindaci nominati dal governo (1866-1889)
| Periodo | Periodo | Primo cittadino            | Partito | Carica  | Note |
| ------- | ------- | -------------------------- | ------- | ------- | ---- |
| 1866    | 1867    | Domenico Angeli            |         | Sindaco |      |
| 1868    | 1871    | Francesco De Rossi         |         | Sindaco |      |
| 1871    | 1872    | Alessandro Cervesato       |         | Sindaco |      |
| 1872    | 1872    | Antonio Veronese           |         | Sindaco |      |
| 1872    | 1877    | Remigio Piva               |         | Sindaco |      |
| 1877    | 1882    | Giovanni Battista Casalini |         | Sindaco |      |
| 1882    | 1883    | Giovanni Bononi            |         | Sindaco |      |
| 1883    | 1888    | Giovanni Battista Casalini |         | Sindaco |      |

Sindaci eletti dal Consiglio comunale (1889-1926)
| Periodo | Periodo | Primo cittadino   | Partito | Carica      | Note |
| ------- | ------- | ----------------- | ------- | ----------- | ---- |
| 1889    | 1898    | Amos Bernini      |         | Sindaco     |      |
| 1898    | 1899    | Italo Pozzato     |         | Sindaco     |      |
| 1899    | 1900    | Ugo Maneo         |         | Sindaco     |      |
| 1900    | 1901    | Pietro Oliva      |         | Sindaco     |      |
| 1901    | 1902    | Giovanni Vanzetti |         | Sindaco     |      |
| 1902    | 1903    | Pietro Oliva      |         | Sindaco     |      |
| 1904    | 1907    | Amos Bernini      |         | Sindaco     |      |
| 1907    | 1909    | Italo Pozzato     |         | Sindaco     |      |
| 1910    | 1914    | Gino Degan        |         | Sindaco     |      |
| 1914    | 1917    | Ugo Maneo         |         | Sindaco     |      |
| 1917    | 1919    | Pietro Oliva      |         | Sindaco     |      |
| 1920    | 1921    | Emilio Zanella    |         | Sindaco     |      |
| 1921    | 1921    | Enrico D'Arienzo  |         | Comm. pref. |      |
| 1922    | 1926    | Ugo Maneo         |         | Sindaco     |      |

Podestà nominati dal governo (1926-1945)
| Periodo | Periodo | Primo cittadino    | Partito | Carica      | Note |
| ------- | ------- | ------------------ | ------- | ----------- | ---- |
| 1926    | 1928    | Ugo Maneo          |         | Podestà     |      |
| 1928    | 1928    | Giuseppe Sallicano |         | Comm. pref. |      |
| 1928    | 1933    | Giulio Fier        |         | Podestà     |      |
| 1933    | 1936    | Urbano Ubertone    |         | Podestà     |      |
| 1936    | 1939    | Franco Bullo       |         | Comm. pref. |      |
| 1939    | 1943    | Carlo Altieri      |         | Podestà     |      |
| 1943    | 1944    | Sesto Stefani      |         | Comm. pref. |      |
| 1944    | 1945    | Guglielmo Vaccari  |         | Podestà     |      |

Sindaci del periodo costituzionale transitorio (1945-1946)
| Periodo | Periodo | Primo cittadino | Partito | Carica  | Note |
| ------- | ------- | --------------- | ------- | ------- | ---- |
| 1945    | 1946    | Umberto Merlin  |         | Sindaco |      |

## Repubblica Italiana (dal 1946)
| Sindaci eletti dal Consiglio comunale (1946-1994)    | Sindaci eletti dal Consiglio comunale (1946-1994) | Sindaci eletti dal Consiglio comunale (1946-1994) | Sindaci eletti dal Consiglio comunale (1946-1994)              | Sindaci eletti dal Consiglio comunale (1946-1994) | Sindaci eletti dal Consiglio comunale (1946-1994) | Sindaci eletti dal Consiglio comunale (1946-1994) | Sindaci eletti dal Consiglio comunale (1946-1994) | Sindaci eletti dal Consiglio comunale (1946-1994) |
| Nominativo                                           | Nominativo                                        | Partito                                           | Partito                                                        | Partito                                           | Partito                                           | Mandato                                           | Mandato                                           | Elezione                                          |
| Nominativo                                           | Nominativo                                        | Partito                                           | Partito                                                        | Partito                                           | Partito                                           | Inizio                                            | Fine                                              | Elezione                                          |
| ---------------------------------------------------- | ------------------------------------------------- | ------------------------------------------------- | -------------------------------------------------------------- | ------------------------------------------------- | ------------------------------------------------- | ------------------------------------------------- | ------------------------------------------------- | ------------------------------------------------- |
|                                                      | Silvio Andreotti                                  |                                                   | Partito Socialista Italiano                                    | Partito Socialista Italiano                       | Partito Socialista Italiano                       | 1946                                              | 1951                                              | Elezione 1946                                     |
|                                                      | Giancarlo Morelli                                 |                                                   | Partito Comunista Italiano                                     | Partito Comunista Italiano                        | Partito Comunista Italiano                        | 1951                                              | 1956                                              | Elezione 1951                                     |
|                                                      | Agostino Zorzato                                  |                                                   | Democrazia Cristiana                                           | Democrazia Cristiana                              | Democrazia Cristiana                              | 1956                                              | 1960                                              | Elezione 1956                                     |
| 1960                                                 | Agostino Zorzato                                  | 1964                                              | Democrazia Cristiana                                           | Democrazia Cristiana                              | Democrazia Cristiana                              | Elezione 1960                                     |                                                   |                                                   |
| 1964                                                 | Agostino Zorzato                                  | 1970                                              | Democrazia Cristiana                                           | Democrazia Cristiana                              | Democrazia Cristiana                              | Elezione 1964                                     |                                                   |                                                   |
|                                                      | Luigi Bortolussi                                  |                                                   | Democrazia Cristiana                                           | Democrazia Cristiana                              | Democrazia Cristiana                              | 1970                                              | 1975                                              | Elezione 1970                                     |
|                                                      | Giovanni Gavioli                                  |                                                   | Democrazia Cristiana                                           | Democrazia Cristiana                              | Democrazia Cristiana                              | 1975                                              | 1978                                              | Elezione 1975                                     |
|                                                      | Benito Bortolami                                  |                                                   | Democrazia Cristiana                                           | Democrazia Cristiana                              | Democrazia Cristiana                              | 1978                                              | 1980                                              | Elezione 1975                                     |
| 1980                                                 | Benito Bortolami                                  | 1985                                              | Democrazia Cristiana                                           | Democrazia Cristiana                              | Democrazia Cristiana                              | Elezione 1980                                     |                                                   |                                                   |
| 1985                                                 | Benito Bortolami                                  | 1987                                              | Democrazia Cristiana                                           | Democrazia Cristiana                              | Democrazia Cristiana                              | Elezione 1985                                     |                                                   |                                                   |
|                                                      | Carlo Piombo                                      |                                                   | Democrazia Cristiana                                           | Democrazia Cristiana                              | Democrazia Cristiana                              | Elezione 1985                                     | 22 maggio 1987                                    | 12 luglio 1990                                    |
|                                                      | Carlo Brazzorotto                                 |                                                   | Partito Socialista Democratico Italiano                        | Partito Socialista Democratico Italiano           | Partito Socialista Democratico Italiano           | 12 luglio 1990                                    | 4 febbraio 1993                                   | Elezione 1990                                     |
|                                                      | Lorenzo Liviero                                   |                                                   | Democrazia Cristiana                                           | Democrazia Cristiana                              | Democrazia Cristiana                              | 11 febbraio 1993                                  | 17 giugno 1993                                    | Elezione 1990                                     |
|                                                      | Renzo Marangon                                    |                                                   | Democrazia Cristiana                                           | Democrazia Cristiana                              | Democrazia Cristiana                              | 23 luglio 1993                                    | 5 novembre 1993                                   | Elezione 1990                                     |
|                                                      | Luigi Frezzato                                    |                                                   | Partito Democratico della Sinistra                             | Partito Democratico della Sinistra                | Partito Democratico della Sinistra                | 23 novembre 1993                                  | 19 febbraio 1994                                  | Elezione 1990                                     |
|                                                      | Maurizio Di Pasquale (Commissario prefettizio)    | –                                                 | –                                                              | –                                                 | –                                                 | 19 febbraio 1994                                  | 14 marzo 1994                                     | –                                                 |
| Maurizio Di Pasquale (Commissario straordinario)     | 14 marzo 1994                                     | –                                                 | –                                                              | –                                                 | –                                                 | 27 giugno 1994                                    |                                                   | –                                                 |
| Sindaci eletti direttamente dai cittadini (dal 1994) |                                                   |                                                   |                                                                |                                                   |                                                   |                                                   |                                                   |                                                   |
| Nominativo                                           | Nominativo                                        | Partito                                           | Partito                                                        | Coalizione                                        | Coalizione                                        | Mandato                                           | Mandato                                           | Elezione                                          |
| Nominativo                                           | Nominativo                                        | Partito                                           | Partito                                                        | Coalizione                                        | Coalizione                                        | Inizio                                            | Fine                                              | Elezione                                          |
|                                                      | Fabio Baratella                                   |                                                   | Partito Democratico della Sinistra poi Democratici di Sinistra |                                                   | PDS-PRC-L. civiche                                | 26 giugno 1994                                    | 24 maggio 1998                                    | Elezione 1994                                     |
|                                                      | Fabio Baratella                                   | DS-SDI-PPI-PRC-FdV-VNE-RI                         | Partito Democratico della Sinistra poi Democratici di Sinistra | 24 maggio 1998                                    | 30 novembre 2000                                  | Elezione 1998                                     |                                                   |                                                   |
|                                                      | Francesco Guagliata (Commissario prefettizio)     | –                                                 | –                                                              | –                                                 | –                                                 | 30 novembre 2000                                  | 27 maggio 2001                                    | –                                                 |
|                                                      | Paolo Avezzù                                      |                                                   | Forza Italia                                                   |                                                   | FI-AN-CCD-CDU-NPSI-LN                             | 27 maggio 2001                                    | 11 giugno 2006                                    | Elezione 2001                                     |
|                                                      | Fausto Merchiori                                  |                                                   | Democratici di Sinistra                                        |                                                   | DS-DL-PRC-SU-FdV                                  | 11 giugno 2006                                    | 30 maggio 2011                                    | Elezione 2006                                     |
|                                                      | Bruno Piva                                        |                                                   | Il Popolo della Libertà                                        |                                                   | PdL-LN-L. civiche                                 | 30 maggio 2011                                    | 15 luglio 2014                                    | Elezione 2011                                     |
|                                                      | Claudio Ventrice (Commissario prefettizio)        | –                                                 | –                                                              | –                                                 | –                                                 | 15 luglio 2014                                    | 16 giugno 2015                                    | –                                                 |
|                                                      | Massimo Bergamin                                  |                                                   | Lega Nord                                                      |                                                   | LN-FI                                             | 16 giugno 2015                                    | 22 febbraio 2019                                  | Elezione 2015                                     |
|                                                      | Nicola Izzo (Commissario prefettizio)             | –                                                 | –                                                              | –                                                 | –                                                 | 22 febbraio 2019                                  | 13 giugno 2019                                    | –                                                 |
|                                                      | Edoardo Gaffeo                                    |                                                   | Indipendente                                                   |                                                   | PD-L. civiche                                     | 13 giugno 2019                                    | 15 febbraio 2024                                  | Elezione 2019                                     |
|                                                      | Gianfranco Tomao (Commissario prefettizio)        | –                                                 | –                                                              | –                                                 | –                                                 | 15 febbraio 2024                                  | 26 giugno 2024                                    | –                                                 |
|                                                      | Valeria Cittadin                                  |                                                   | Indipendente                                                   |                                                   | FdI-Lega-FI-L. civiche                            | 26 giugno 2024                                    | in carica                                         | Elezione 2024                                     |